# Operative Planung
Unter operativer Planung versteht man eine Unternehmensplanung, welche die kurzfristigen Planungsmaßnahmen zur Erreichung der Unternehmensziele umfasst. Komplementärbegriff ist die strategische Planung.

## Allgemeines
Operative und strategische Planung ergeben zusammen die Unternehmensplanung. Sie soll dafür sorgen, dass die Unternehmensziele (etwa Gewinnmaximierung, Kostendeckungsprinzip) erreicht werden können. Wichtige Merkmale jeder Planung sind in der Betriebswirtschaftslehre Planungsgegenstand, Planungssubjekt, Planungsdaten und Planungshorizont. „Die operative Planung beinhaltet konkrete Aktivitäten bezüglich der Planrealisierung [der strategischen Planung]“. Sie ist mithin der strategischen Planung untergeordnet und oft als nach Quartalen unterteilte Jahresplanung angelegt.

## Hauptaufgaben der operativen Planung
Typisch für die operative Planung sind als Planungsgegenstand die betrieblichen Funktionen zugehörigen Teilplanungen wie Beschaffungsplanung, Produktionsplanung und -steuerung, Personalplanung, Liquiditätsplanung, Marketingplan oder Absatzplanung, während die Finanzplanung auch strategische Aspekte beinhalten kann. Während bei der strategischen Planung der Vorstand oder die Geschäftsführung als Entscheidungsträger das Planungssubjekt sind, ist die operative Planung auf die zweite Management-Ebene (Geschäftsbereichsleiter, Abteilungsleiter) delegiert. Der Planungshorizont erstreckt sich meist auf einen Zeitraum von 12 Monaten, kann aber auch mittelfristig (bis  5 Jahre) und gelegentlich auch mehr als 5 Jahre umfassen. Manche Autoren bezeichnen einen Planungshorizont von 12 Monaten auch als taktische Planung. Bei der operativen Planung wird vor Beginn des Geschäftsjahres das gesamte Jahr geplant, wobei das erste Quartal in Monate aufgeteilt wird und Plankorrekturen lediglich für den Rest des Geschäftsjahres berücksichtigt werden.

## Betriebswirtschaftliche Aspekte
Die strategische Planung wird mit Hilfe detaillierterer Planungsdaten in Form der operativen Planung umgesetzt. Da die betrieblichen Funktionen ihre operativen Teilpläne in eigener Verantwortung erstellen, müssen diese miteinander koordiniert werden. Dadurch wird beispielsweise verhindert, dass die Absatzplanung ein höheres Absatzvolumen plant als die Produktionsplanung bereitzustellen in der Lage ist. Dadurch deckt die operative Planung mögliche Engpässe auf. Sie dient auch der laufenden Ausschöpfung und Anpassung der vorhandenen Leistungspotenziale. Dabei handelt es sich etwa um spezielle Anpassungen des Produktionsprogramms mit dem Ziel, eine möglichst wirtschaftliche Nutzung der Ressourcen zu erreichen. Dies wird auf der dispositiven Planungsebene (z. B. Materialbedarfsplanung) oder durch ereignisbezogene Steuerungsmaßnahmen konkret umgesetzt. Wichtig dabei ist, dass alle Leitungsstellen miteinander koordiniert und aufeinander abgestimmt sind.  